# Beyonder
Beyonder (o Todopoderoso en España) es una entidad cósmica ficticia que aparece en los cómics estadounidenses publicados por Marvel Comics. Creado por el escritor Jim Shooter y el artista Mike Zeck, el Beyonder apareció por primera vez en Secret Wars # 1 (mayo de 1984) como un ser invisible, omnipotente, que secuestró a los héroes y villanos del Universo Marvel y los obligó a luchar en otro planeta llamado Battleworld.
El personaje apareció más tarde en un papel más antagónico en la secuela de 1985 Secret Wars II, en la que tomó forma humana y amenazó con destruir el multiverso Marvel. Aunque primero tomó una forma física y humanoide en Secret Wars II # 2, fue en Secret Wars II # 3 que tomó la forma permanente en la que permaneció por el resto de su existencia, la de un humano caucásico con el pelo negro y rizado. Aunque el personaje murió al final de Secret Wars II, posteriormente apareció en historias hasta bien entrados los años 2000, aunque de forma muy esporádica.

## Historial de publicaciones
Creado por el escritor Jim Shooter y el artista Mike Zeck, el Beyonder apareció por primera vez en Secret Wars # 1, como un ser invisible, aparentemente omnipotente. Reaparece en Secret Wars II # 1 (julio de 1985), que fue escrito por Jim Shooter y dibujado por Al Milgrom.

## Biografía

### Secret Wars
El Beyonder es la suma total de un multiverso completo, llamado Beyond-Realm o simplemente "Beyond", de ahí el nombre Beyonder. Originalmente se creía que esta dimensión era accedida accidentalmente por el técnico de laboratorio, Owen Reece. Parte de la energía de la dimensión se escapa e imbuye a Reece de poderes casi infinitos, que maneja como el villano Hombre Molécula, posiblemente uno de los villanos más poderosos del Universo Marvel. La energía restante de la dimensión del bolsillo gana sensibilidad y curiosidad, y se convierte en el Beyonder. El Beyonder crea un planeta llamado Battleworld con piezas de varios planetas (una de esas piezas es un suburbio de Denver, Colorado) y secuestra a un número de superhéroes y supervillanos de la Tierra y los obliga a luchar entre sí para que pueda observar la batalla interminable entre el bien y el mal. Durante este tiempo, sus poderes fueron robados una vez por el Doctor Doom.

### Secret Wars II
Intrigado por lo que ha presenciado durante la primera de Secret Wars, el Beyonder llega a la Tierra durante la historia de Secret Wars II para caminar entre los humanos y estudiarlos y aprender del deseo humano de primera mano. Él crea un cuerpo humano para sí mismo (este cuerpo originalmente se parece al Hombre Molécula). También transforma a un escritor de televisión llamado Steward Cadwell en Thundersword. Finalmente, el Beyonder crea una forma para él basado en la del Capitán América después de presenciar cómo derrotar a Armadillo.
Después de enterarse de la importancia del dinero de Luke Cage, el Beyonder convierte un edificio en oro puro, provocando que Spider-Man rescatara a los atrapados en el edificio, mientras que el gobierno de los EE. UU. Trabaja para deshacerse del oro y evitar una crisis financiera. El Beyonder luego se encuentra con el superhéroe ciego, Daredevil y restaura su habilidad para ver, pidiendo representación legal a cambio. Después de darse cuenta de que el deseo de proteger su vista podría comprometer su integridad y dedicación, Daredevil exige que el Beyonder quite su vista de nuevo, lo cual hace. Beyonder luego intenta obtener a Dazzler, quién se enamora de él, pero falla, lo que lleva a sentimientos de desesperación. Después de esto, el Beyonder es reclutado para ser un luchador profesional y casi es asesinado por la Mole en un combate de lucha libre.
Para combatir a Beyonder, Mephisto envió a su agente demoníaco Bitterhorn para formar la Legión Maldita, donde logró juntar a 99 villanos al estrecharles la mano. Mientras esperaba la llegada de la legión maldita, Mephisto engañó a la Mole para que firmara un contrato que aumentaría su fuerza. Cuando llegó la Legión Maldita, la Mole tuvo que defender a Beyonder de ellos. Para cuando Mephisto planeó abandonar su contrato con la Mole, casi todos los legados fueron derrotados. Debido a que Beyonder y la Mole arruinaron su plan, Mephisto devolvió a todos los villanos a donde estaban antes de que comenzara su plan.
Después de ser animado a encontrar la iluminación por el Doctor Strange, y en su defecto, un frustrado Beyonder decide destruir todo el multiverso, lo que lleva a varias batallas más con varios superhéroes de Marvel, todos los cuales terminan con el Beyonder victorioso. El Beyonder finalmente es derrotado por un enorme grupo de superhéroes, incluidos los Cuatro Fantásticos, X-Men, Vengadores y Spider-Man, después de que el Hombre Molécula interviene y lo mata, mientras que él se había transformado temporalmente en un bebé en medio de un proceso de re-parto.

### Deadpool Team-Up
Mucho después de que el cruce de Secret Wars II había terminado, un especial de Deadpool presentaba la etiqueta de esquina "Secret Wars II continúa en este tema" que se usó durante esa historia original. En este tema, Kingpin contrata a un Deadpool más joven y menos experimentado para matar al Beyonder. La secuencia de flashback termina con Deadpool persiguiéndolo en un portal con una nota al pie que dice "continuará en Secret Wars III".

### Kosmos y Creador
La historia del Beyonder continúa varios años más tarde cuando se revela que la energía que comprende el Beyonder y la energía que le da al Hombre Molécula sus poderes necesita combinarse para crear la base para que una entidad cósmica madura y mentalmente estable sea nacido. El Beyonder luego se fusiona con el Hombre Molécula. Este ser, Kosmos, expulsa al Hombre Molécula de su forma y lo devuelve a la Tierra. Kosmos toma una forma femenina y es instruido por Kubik, recorriendo el universo con él. Cuando el amante del Hombre Molécula, Volcana, lo abandona, se enoja, extrae el Beyonder de Kosmos y procede a atacarlo hasta que Kubik intervenga.
En algún punto desconocido, Kosmos se vuelve loco y asume una forma mortal, ahora llamándose el Creador. Después de que el Creador amnésico destruye una colonia Shi'Ar, la Guardia Imperial logra encarcelarla en la prisión interestelar llamada Kyln. La locura del Creador toma el control de varios internos, pero finalmente es sometido por Thanos y varios de sus aliados entre los prisioneros. Thanos se enfrenta al Hacedor, y, al negarse a revelar sus orígenes en una coyuntura crítica, lo manipula para apagar psíquicamente su propia mente. Thanos instruye al Shi'Ar que el cuerpo debe mantenerse vivo pero con muerte cerebral, o la esencia de Beyonder volvería a estar libre de nuevo.

### "Aniquilación"
En la línea argumental de "Aniquilación", el Caído, un ex Heraldo de Galactus bajo el control de Thanos, es enviado a investigar las consecuencias de la destrucción del Kyln por la Ola de Aniquilación y averiguar el destino del Beyonder. El Caído encuentra la forma sin vida de Kosmos entre los escombros.

### Los Illuminati
En una reconexión de eventos pasados, Charles Xavier revela a sus compañeros Illuminati que en la Guerra Secreta original, había intentado escanear la mente del Beyonder, revelándolo como uno de los Inhumanos previamente gobernados por Black Bolt, miembro de los Illuminati. Xavier también dedujo el secreto aparente detrás de las habilidades aparentemente divinas del Beyonder, que era que el Beyonder no solo era un inhumano sino también un mutante, y la exposición de sus genes mutantes a la niebla Terrigena había creado un poder sin precedentes.
Esta revelación lleva a una confrontación con el Beyonder durante los eventos de la Segunda Guerra Secreta, en la que Black Bolt expresa su extremo descontento hacia las actividades de Beyonder. Cuando se encuentra, el Beyonder habita en un simulacro de la isla de Manhattan en Ceres, un planeta enano en el cinturón de asteroides. Los Illuminati convencen al Beyonder de abandonar el universo, causando que la forma humana del Beyonder y su ciudad de simulacro se desmorone en polvo. Sin embargo, Black Bolt admite que no tiene memoria de que un Inhumano se convierta en el Beyonder, y la imagen final de la historia insinúa que todo el evento pudo haber sido orquestado por el mismo Beyonder, lo que dejó en duda su verdadera naturaleza.

### El Tiempo se acaba
Fue revelado en la guía oficial de Secret Wars para el Multiverso Marvel que en el pasado distante, los enigmáticos Beyonders crearon universos de bolsillo que contenían grandes cantidades de energía sensible, posiblemente como unidades de incubación para sus crías. Algunos fueron aprovechados posteriormente por diversos seres, incluidos Skrulls y humanos, para crear cubos cósmicos que deforman la realidad. Los Beyonders también habían diseñado un accidente que creó un agujero de alfiler para el universo que contenía la "unidad infantil" Beyonder que también había provocado que el Hombre Molécula obtuviera su poder. Yellowjacket describió el Beyonder como una "unidad infantil" para los Beyonders.

## Poderes y habilidades
El Beyonder es una entidad de dimensión infinita, y fue originalmente retratado como el ser más poderoso en el Universo Marvel, y como el ser y todo el "Reino Más Allá" que tomó forma humana para comprender mejor la naturaleza de los seres humanos.
La narración afirmaba que poseía poder millones de veces mayor que todo el multiverso combinado, y que un universo regular era como una gota de agua en el océano en comparación con el Más Allá.
El Beyonder demostró ser capaz de destruir y recrear la entidad abstracta conocida como Muerte a través del multiverso, aunque lo ejerció y debilitó extremadamente para hacerlo. Sin embargo, incluso en este estado, era capaz de enviar fácilmente una horda de demonios al infierno con un gesto de su mano.
A pesar de su poder, el Beyonder mostró sus propios momentos de posible vulnerabilidad. Se sintió abrumado cuando Rachel Summers le devolvió los enormes poderes que él le había otorgado junto con los pensamientos de los seres del pasado y del presente en el universo, hasta el punto de que se derrumbó en el suelo, y aparentemente fue frenado en batalla contra el Hombre Molécula. También perdió parte, o todo, de su poder en varias ocasiones, algunas de ellas diseñadas por él mismo. También afirmó que el Puma, cuando estaba en perfecta armonía con el Universo, era capaz de matarlo, pero no había ninguna prueba de esto. Sin embargo, en otra ocasión, después de tratar de ser un superhéroe luchando contra una pandilla motociclista superpoderosa, el Beyonder declaró que trató de limitar sus poderes para mantenerlos más en línea con el mundo que lo rodea.
Después de que su creador, Jim Shooter, dejara Marvel, el escritor y editor Tom DeFalco modificó el Beyonder, disminuyendo enormemente su poder: ya no era casi omnipotente, y varios de los seres cósmicos que anteriormente estaban establecidos para estar debajo de él en el poder era ampliamente mejorado en conjunto.
No obstante, el Beyonder conservaba sus poderes de deformación de la realidad, lo que le permitía controlar y manipular la materia, la energía y la realidad a un nivel cósmico más allá de todas las entidades cósmicas, excepto la más poderosa y poderosa.
Repelió a Galactus "como un insecto", y excedió la energía recolectada del World-Ship de este último. Una vez destruyó una galaxia por capricho para satisfacer sus necesidades durante las primeras Guerras Secretas, y más tarde creó un universo de su propio ser. Cuando el Hombre Molécula extrajo el Beyonder de Kosmos, su batalla se llevó a cabo en más de tres dimensiones espaciales y amenazó con causar una gran destrucción en todo el multiverso. En la encarnación de 'El Creador' de Kosmos, se dijo que era capaz de revertir a The Crunch en sí, esencialmente colapsando todo el universo. Sin embargo, su escala de poder fue significativamente inferior a la del Tribunal Viviente y Eternidad, los Celestiales, o el Hombre Molécula (cuando está libre de sus debilidades emocionales).

## Otras versiones

### Guardianes de la Galaxia
En la línea de tiempo de Tierra-691 la vista en Guardianes de la Galaxia, el Beyonder proporciona al Guardián Vance Astro con una prenda interior negra que se asemeja a un Simbionte. Más tarde, intenta mantener cautivo al gobernante de la Iglesia Universal de la Verdad, Protégé. Protégé toma represalias usando su capacidad ilimitada de copiar las habilidades de otros seres para convertirse en un partido para el Beyonder. Batallan hasta que Eternidad y Tribunal Viviente intervienen.

### Mutante X
En la Tierra alternativa del Mutante X, el Beyonder se alía con Drácula para librar la guerra contra las fuerzas de la Tierra y para enfrentarse a la entidad conocida como la "Reina Goblin". Muchos de los mutantes X-Men son asesinados en este enfrentamiento. La batalla termina amenazando todas las realidades.

### Spider-Ham
En el universo de Spider-Ham, "The Bee-Yonder" aparece brevemente para darle a Spider-Ham una versión del uniforme negro, afirmando que el familiar uniforme rojo y azul estaba pasado de moda. También apareció en la historia de respaldo en el último número de Spider-Ham como haber secuestrado a varios héroes y villanos y haberlos emitido en programas de televisión como comedias de situaciones y juegos.

## En otros medios

### Televisión
- El Beyonder apareció en los episodios finales de Spider-Man: La Serie Animada, con la voz de Earl Boen. Esta versión se representa como el compañero de Madame Web. Para preparar a Spider-Man para el papel del Elegido, Beyonder teletransporta al Doctor Octopus, Doctor Doom, Alistair Smythe, Lagarto y Red Skull a un planeta pacífico y acelera su tiempo hasta donde es conquistado. Después de que Beyonder proporcione a Spider-Man una base, él y Madame Web ven a Spider-Man en liderar al Capitán América, Iron Man, Tormenta y los Cuatro Fantásticos en la lucha contra los villanos. En medio de su conflicto, el Doctor Doom se enteró del Beyonder y le robó sus poderes, pero fue derrotado por Spider-Man y la Mole. Beyonder declaró al primero como el ganador y envió a todos los demás de regreso a la Tierra sin recuerdos de la batalla. En el final de la serie de dos partes "Spider Wars", Beyonder y Madame Web reúnen a Spider-Men de varias realidades alternativas y les asignan la tarea de derrotar a Spider-Carnage antes de que destruya toda la realidad. Mientras tenían éxito, el Beyonder se vio obligado a regresar a su mundo después de teletransportarse a Man-Spider de regreso a su universo cuando amenazó con la misión.
- El Beyonder aparece en Avengers: Secret Wars, con la voz de Steven Weber.[47] Esta versión crea el Battleworld fuera de otros mundos como parte de su experimento. En el episodio "Más allá", recrea la Torre de los Vengadores para los Vengadores y Nuevos Vengadores y les cuenta a los dos grupos acerca de Battleworld como parte de su experimento. En el episodio "Underworld", se revela que Beyonder manipuló a Loki. Beyonder también demuestra sus habilidades dividiendo a Hulk y Bruce Banner antes de enviarlos a las otras partes de Battleworld. En el episodio "La Ciudadela", Beyonder tiene a Ares, Hombre Absorbente, Crimson Widow y M.O.D.O.K. le traen a Iron Man y al Capitán América. Mientras sus ejecutores luchan contra el Capitán América, Beyonder intenta convencer a Iron Man para que sea parte de su experimento. En realidad, Beyonder manipula a Iron Man y al Capitán América para pelear entre ellos. Queriendo ver quién ganará, se queda ciego cuando los dos Vengadores estaban actuando y se escapan con su propia información. Enfurecido, las habilidades de Beyonder alejan a sus vigilantes, sin embargo, él salva a Ares para su futura venganza. En el episodio "El Páramo", Beyonder persigue a los dos grupos de los Vengadores por querer deshacer Battleworld. Primero envía a Ares y un ejército de Ghost Riders, y luego va personalmente tras los dos grupos, lo que lleva a Jane Foster, usando el Mjolnir para derrotarlo.
- El Beyonder aparecerá en la próxima serie animada Moon Girl y Devil Dinosaur, con la voz de Laurence Fishburne.[48] Esta versión es un personaje delgado parecido a un extraterrestre que posee piel naranja y cabello azul.